# 金话筒奖
中国播音主持金话筒奖，原名为全国广播电视“百优双十佳”节目主持人金话筒奖，是由中国广播电视学会（现为中国广播电影电视社会组织联合会）节目主持人委员会于1993年创立的，为表彰优秀广播电视节目主持人而设的奖项，是中国内地广播电视节目主持人的最高荣誉。参评者为中国内地各广播电台、电视台在编或聘用的具有三年以上主持经历的专职主持人。1997年，该奖被纳入广播电视界最高级专家奖“中国广播电视学会奖”。2006年，在全国评奖改革后成为全国性奖项，更为现名，并连续三年由天津电视台承办。2015年起停办，由中国播音主持“金声奖”取代。
金话筒奖在1993-2003年期间每两年评选一次。前四届每届评选出广播、电视节目主持人各10名，授予“十佳广播节目主持人”和“十佳电视节目主持人”称号，另有100位节目主持人分别荣获银奖和铜奖，授予“广播电视百优节目主持人”称号。从第五届评选起，改为每届评选广播、电视金话筒奖各10名，广播、电视金话筒提名奖各10名，另设“百优广播节目主持人”和“百优电视节目主持人”各100名。2006-2014年改为一年评选一次，奖项调整为广播播音员主持人各十名、电视播音员主持人各十名、广播播音作品五件、广播主持作品五件、电视播音作品五件以及电视主持作品五件。

## 历届主要奖项
| 届数             | 特殊贡献奖（第1-3届） 特别金奖（第4-5届） 特殊荣誉奖（第6届） 终身成就奖（2009年度） | 广播金奖 | 电视金奖 |
| ---------------- | ------------------------------------------------------------------------------------ | --- | --- |
| 第一届（1993年） | - 赵忠祥（中央电视台） - 徐曼(徐乃文)（中央人民广播电台）                            | - 傅成励（中央人民广播电台） - 雅坤(佟雅坤)（中央人民广播电台） - 曹山(曹石安)（中央人民广播电台） - 钱锋（海峡之声广播电台） - 娜仁托娅（内蒙古人民广播电台） - 钟钢（吉林市人民广播电台） - 方舟（上海东方广播电台） - 王伟（山东人民广播电台） - 陈明（河南人民广播电台） - 文涛(窦文涛)（广东人民广播电台）                                                | - 倪萍（中央电视台） - 杨澜（中央电视台） - 敬一丹（中央电视台） - 鞠萍（中央电视台） - 高丽萍（中央电视台） - 丛薇（北京电视台） - 叶惠贤（上海电视台） - 刘冰（天津电视台） - 小叶（叶蓁南）（大连电视台） - 芳芳（陈雅芳）（广东电视台）                                                |
| 第二届（1995年） | - 张之（中央人民广播电台） - 沈力(沈立环)（中央电视台） - 宋世雄（中央电视台）       | - 傅成励（中央人民广播电台） - 雅坤(佟雅坤)（中央人民广播电台） - 冬艳(牛彦彦) （中央人民广播电台） - 弘力（海峡之声广播电台） - 蔚兰（上海东方广播电台） - 左安龙（上海人民广播电台） - 何佳（天津人民广播电台） - 范蓉（辽宁人民广播电台） - 竹音(沈竹音)（吉林市人民广播电台） - 陈晓琳（广东人民广播电台）                                                 | - 倪萍（中央电视台） - 敬一丹（中央电视台） - 鞠萍（中央电视台） - 水均益（中央电视台） - 叶惠贤（上海电视台） - 袁鸣（上海东方电视台） - 任志宏（山西电视台） - 温旭琴（太原电视台） - 王艳萍（黑龙江电视台） - 汤聪（广东电视台）                                                        |
| 第三届（1997年） | 叶惠贤（上海电视台）                                                                 | - 贾际（中央人民广播电台） - 黄华(黄铁骥) (中国国际广播电台) - 孔剑清(北京人民广播电台) - 章茜（上海东方广播电台） - 李珂(辽宁经济广播电台) - 王珊(王琳) (黑龙江人民广播电台) - 江文(蒋学文) (南京人民广播电台) - 安琪(广东人民广播电台) - 殷亚敏(珠海人民广播电台) - 田雨(王晓红) (乌鲁木齐人民广播电台)                                                      | - 倪萍（中央电视台） - 敬一丹（中央电视台） - 汪文华（中央电视台） - 白岩松（中央电视台） - 王蔚（上海电视台） - 曹可凡（上海东方电视台） - 李艺华(吉林电视台) - 亚妮(何亚妮) (浙江电视台) - 刘忠虎(杭州西湖明珠电视台) - 王娟(云南电视台)                                                 |
| 第四届（1999年） | 王刚（北京电视台）                                                                   | - 晓澄（王晓澄）（中央人民广播电台） - 国清（张国清）（中国国际广播电台） - 苏京平（北京人民广播电台） - 陆澄（陆澄照）（上海人民广播电台） - 晓林（林曙东）（上海东方广播电台） - 张琦（孙淑华)（天津人民广播电台） - 力泉（许立权）（吉林市人民广播电台） - 于霞（黑龙江人民广播电台） - 王非（袁家祥）（广东人民广播电台） - 小梅（胡晓梅) （深圳广播电台） | - 崔永元（中央电视台） - 张悦（中央电视台） - 王雪纯（中央电视台） - 周涛（中央电视台） - 李桂琴（山西电视台） - 李敏（山东电视台） - 李兵（湖南电视台） - 浩然（徐浩然）（广东电视台） - 沈璐（深圳电视台） - 白延琴（陕西电视台）                                                        |
| 第五届（2001年） | 肖晓琳（中央电视台）                                                                 | - 林少文（中国国际广播电台） - 梅梅（上海人民广播电台） - 渠成（翟懿） （上海东方广播电台） - 李鸣（包头人民广播电台） - 向萤（戴燕) （辽宁人民广播电台） - 李洋（黑龙江人民广播电台） - 韦伟（常州人民广播电台） - 亚男（王亚男） （厦门人民广播电台） - 韩玉（韩克玉） （淄博人民广播电台） - 王晓菁（广东人民广播电台）                                     | - 水均益（中央电视台） - 董倩（中央电视台） - 陈志峰（中央电视台） - 白燕升（中央电视台） - 元元(刘元元) (北京电视台) - 董卿(上海电视台) - 侯丰(辽宁电视台) - 村长(尹兴军)(吉林电视台) - 张小琴(山东电视台) - 李怡蓉(云南电视台)                                                           |
| 第六届（2003年） | 倪萍（中央电视台）                                                                   | - 李琤（中国国际广播电台） - 明可（蔡明可）（北京人民广播电台） - 阿丁（丁葆华）（上海人民广播电台) - 尚红（商红）（上海东方广播电台) - 黎明（刘志明）（天津人民广播电台） - 王萱（王淑英）（天津人民广播电台） - 欣莉（亓欣莉）（黑龙江人民广播电台） - 郭静（湖北人民广播电台） - 柳莺（刘英）（武汉人民广播电台） - 招卓宁（广州人民广播电台）              | - 王志（中央电视台） - 朱军（中央电视台） - 张越（中央电视台） - 王小丫（中央电视台） - 刘建宏（中央电视台） - 周晓丽（河北电视台） - 韩立新（吉林市电视台） - 肖东坡（山东电视台） - 霍小语（淄博电视台） - 张齐（云南电视台）                                                            |
| 2006年度         |                                                                                      | - 于芳（中央人民广播电台） - 梁言（北京人民广播电台） - 刘静（湖北人民广播电台） - 刘洪源（黑龙江人民广播电台） - 向菲（中央人民广播电台） - 王为（北京人民广播电台） - 张南（天津人民广播电台） - 辛雪莉（宁波人民广播电台） - 范冰冰（中国国际广播电台） - 徐锦（云南人民广播电台）                                                                          | - 邢质斌（中央电视台） - 刘文蓉（山东电视台） - 董卿（中央电视台） - 张丹丹（湖南电视台） - 叶蓉（上海文广集团） - 李强（天津电视台） - 薛倩（吉林电视台） - 陈星（广东南方电视台） - 韩学卿（内蒙古电视台） - 徐春妮（北京电视台）                                                        |
| 2007年度         |                                                                                      | - 朴青竹（中央人民广播电台） - 熊伟（中国国际广播电台） - 章莹莹（中央人民广播电台） - 张谦（天津人民广播电台） - 赵晓蔚（河北人民广播电台） - 王岩（辽宁人民广播电台） - 秦畅（上海文广新闻传媒集团） - 江柳明（广西人民广播电台） - 张平（内蒙古人民广播电台） - 汪冰（大连人民广播电台）                                                                    | - 崔永元（中央电视台） - 郏捷（小鹿姐姐）（中央电视台） - 于洋（大连电视台） - 李燕（青岛电视台） - 德央（张福东）（西藏电视台） - 邓辉（黑龙江电视台） - 李琳（内蒙古电视台） - 徐滔（北京电视台） - 王鹏（广东电视台） - 陈蓉（上海文广新闻传媒集团）                                    |
| 2008年度         |                                                                                      | - 肖玉珠（中央人民广播电台） - 王璐（中国国际广播电台） - 孟亭（浙江广播电视集团） - 梁洪（北京人民广播电台） - 杨晓菲（中央人民广播电台） - 陈波（武汉市广播电视局） - 王涛（上海文广新闻传媒集团） - 陈洁（陕西人民广播电台） - 杨波（济南人民广播电台） | - 孙正平（中央电视台） - 赵赫（中央电视台） - 马志海（广东南方电视台） - 庞晓戈（河南电视台） - 尹畅（天津电视台） - 金飞（江西电视台） - 贺笑（江苏省广播电视总台） - 康辉（中央电视台） - 流云（甘肃省广播电影电视总台） - 方琼（河北电视台）                                            |
| 2009年度         | 罗京（中央电视台）                                                                   | - 台学青（中国国际广播电台） - 孙阳（天津人民广播电台） - 孙怡（小雨）（北京人民广播电台） - 马红雯（欧楠）（上海文广新闻传媒集团） - 纪青云（河北人民广播电台） - 马黎（中央人民广播电台） - 包志坚（陕西人民广播电台） - 姚军（宁夏广播电视总台） - 杨帆（营口人民广播电台） - 冯启波（田芳）（河南人民广播电台）                                            | - 张泉灵（中央电视台） - 杨锐（中央电视台） - 于辉（河北电视台） - 吴庆久（辽宁电视台） - 倪欣（青岛电视台） - 丁瑾（天津电视台） - 王燕（湖南电视台） - 刘文燕（北京电视台） - 董浩（中央电视台） - 周巍（黑龙江电视台）                                                                  |
| 2010年度         |                                                                                      | - 王纪春（中央人民广播电台） - 乌仁其木格（中央人民广播电台） - 李慧莹（中国国际广播电台） - 王金鑫（辽宁广播电视台） - 高明祎（天津人民广播电台） - 秦海菲（广东人民广播电台） - 畅琴（渭南人民广播电台） - 王轶南（海峡之声广播电台） - 李莉（北京人民广播电台） - 潘玫（闻佳）（黑龙江人民广播电台）                                                        | - 孙小梅（中央电视台） - 李小萌（中央电视台） - 王俐（山东电视台） - 杨芳（陕西电视台） - 鲁健（中央电视台） - 印海蓉（上海广播电视台） - 姜华（北京电视台） - 王梅（深圳广播电影电视集团） - 芮成钢（中央电视台） - 海琳（中国人民解放军电视宣传中心）                                    |
| 2011年度         |                                                                                      | - 赵青音（青音）（中央人民广播电台） - 徐明珠（徐娜）（广东人民广播电台） - 甘露（常露）（云南人民广播电台） - 王晓霞（肖霞）（黑龙江人民广播电台） - 王海波（上海广播电视台） - 李培春（中国国际广播电台） - 李沁园(欧阳）（天津人民广播电台） - 高振华（高青）（沈阳广播电视台） - 于广悦（中国国际广播电台） - 杨洋（北京人民广播电台）                     | - 陈伟鸿（中央电视台） - 刘纯燕（金龟子）（中央电视台） - 次旦央宗（西藏电视台） - 翟毓红（小翟）（黑龙江电视台） - 涂经纬（经纬）（国家广播电影电视总局电影卫星频道节目制作中心） - 王旭东（北京电视台） - 曲藩蕊（天津电视台） - 何婕（上海广播电视台） - 吴庆捷（深圳广播电影电视集团） |
| 2012年度         |                                                                                      | - 路萍（路平）（上海广播电视台） - 姜虹（林杉）（江苏省广播电视总台） - 何帅（湖南广播电视台） - 杨曦（中央人民广播电台） - 黄缨（广东人民广播电台） - 李均（凤城）（中国国际广播电台） - 张坚（简然）（湖北广播电视台） - 林万成（万成）（中央人民广播电台） - 曾奎（曾克）（昆明市广播电视台）                                                               | - 潘涛（上海广播电视台） - 张栗坤（栗坤）（北京广播电视台） - 宋英杰（北京华风气象影视信息集团有限责任公司） - 周东（成都市广播电视台） - 罗洁（广东电视台） - 张羽（中央电视台） - 撒贝宁（中央电视台） - 翟量（江西广播电视台） - 敖特根苏都（内蒙古电视台） - 季小军（中央电视台）      |
| 2013年度         |                                                                                      | - 扎西罗布（中央人民广播电台） - 田龙（中央人民广播电台） - 白瑞（上海广播电视台） - 曼玲（中国国际广播电台） - 王颖颖（中国国际广播电台） - 芳华（北京人民广播电台） - 新月（武汉广播电视台） - 晨阳（贵州广播电视台） - 王骁（大连广播电视台） - 柳溪（合肥市广播电视台）                                                                                    | - 劳春燕（中央电视台） - 毕福剑（中央电视台） - 单云（青岛市广播电视台） - 王建萍（甘肃省广播电影电视总台） - 穆亚赛·吾买尔（新疆电视台） - 杜鹃（内蒙古电视台） - 程雷（上海广播电视台） - 韩咏秋（重庆广播电视总台） - 董超（深圳广播电影电视集团） - 罗旭（北京电视台）                 |
| 2014年度         |                                                                                      | - 裘英俊（天津广播电视台） - 黄莉（楚悦）（中央人民广播电台） - 王波（武汉广播电视台） - 徐靓（靓亮）（广东广播电视台） - 李欣（上海广播电视台） - 达瓦卓嘎（拉萨市广播电视台） - 朱秦（北京人民广播电台） - 王小燕（中国国际广播电台） - 赵建平（中国国际广播电台） - 任红梅（林夕）（河北人民广播电台）                                                      | - 孙汀娟（湖北广播电视台） - 周珊（西藏电视台） - 穆尼热·安斯尔丁（新疆电视台） - 高枫（广西电视台） - 包丽平（江西广播电视台） - 姚海英（海瑛）（天津广播电视台） - 任秀娟（任玺悦）（甘肃省广播电影电视总台（集团）） - 曹一楠（北京电视台） - 尼格买提（中央电视台）                    |